# Internationale Opiumkommission

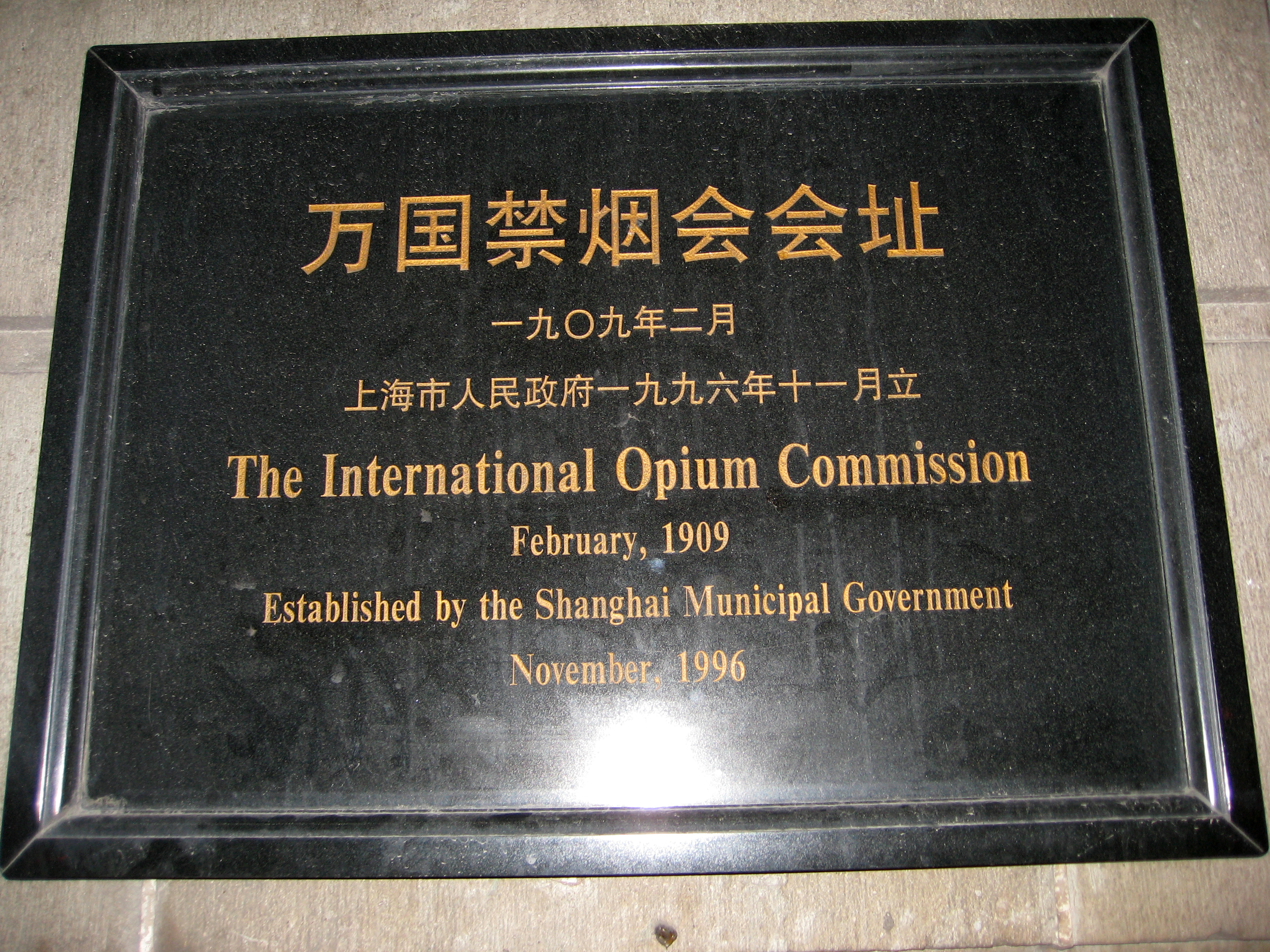
Gedenktafel für die Internationale Opiumkommission an der Fassade des Peace Hotel am Bund.

Die Internationale Opiumkommission wurde am 1. Februar 1909 in Shanghai gegründet und war einer der ersten Schritte im Krieg gegen Drogen sowie die Grundlage für das heutige Betäubungsmittelgesetz.
Die Versammlung der 13 beteiligten Staaten legte den Grundstein für die späteren Drogenverbote im Rahmen der internationalen Opiumkonferenz im Jahr 1912 in Den Haag und die internationale Ächtung von Opium. Die Absicht war es, nach den beiden Opiumkriegen den Handel und die Verbreitung von Rauschmitteln zu unterbinden. Angetrieben wurde die Kommission von der Anti-Opium-Bewegung in den USA und Großbritannien. Die USA wurden dabei durch den Arzt Hamilton Wright (1867–1917) und Bischof Charles Henry Brent vertreten. Brent wurde zum Präsidenten der Kommission gewählt.
Ein konkretes Ergebnis konnte auf Grund der unterschiedlichen Interessen der beteiligten Staaten während der Versammlung jedoch nicht erzielt werden.

## Beteiligte Nationen
- Deutschland (vertreten durch den Deutschen Kaiser, König von Preußen)
- Vereinigte Staaten von Amerika (vertreten durch den Präsidenten der USA)
- China (vertreten durch den Kaiser von China)
- Frankreich (vertreten durch den Präsidenten der Französischen Republik)
- Großbritannien (vertreten durch den König von Großbritannien, Irland und der Britischen überseeischen Lande)
- Indien (vertreten durch den Kaiser von Indien)
- Italien (vertreten durch den König von Italien)
- Japan (vertreten durch den Kaiser von Japan)
- Niederlande (vertreten durch die Königin der Niederlande)
- Persien (vertreten durch den Schah von Persien)
- Portugal (vertreten durch den Präsidenten der Portugiesischen Republik)
- Russland (vertreten durch den Kaiser aller Reußen)
- Siam (vertreten durch den König von Siam)[3]